# Vương tộc Přemysl
Nhà Přemysl (tiếng Séc: Přemyslovci), là một dòng dõi quý tộc người Séc, cai trị Bohemia và Moravia (cuối thế kỷ 9-1306), và các phần đất khác ở Schlesien, Áo và Ba Lan. Sau đó, nhà Luxemburg (1310-1437) tuyên bố chủ quyền sở hữu đối với vương quốc Bohemia thông qua mối quan hệ với nhà Přemysl. Nhà Habsburg từ (1526-1918) tuyên bố chủ quyền sở hữu đối với vương miện từ mối quan hệ với tất cả các nhà cầm quyền trước đó, bao gồm cả nhà của Přemysl.

## Lãnh thổ
Nhà Přemysl cai trị kể từ cuối thế kỷ thứ 9 như là công tước của Bohemia. Vua đầu tiên của Bohemia là Vladislav II từ năm 1158. Với Otakar I chế độ quân chủ năm 1198 trở thành cha truyền con nối. 1212 các nước thuộc quốc Bohemia được nhập vào như là một vương quốc trong Thánh chế La Mã. Từ thời gian này, các thừa kế triều đại đã được chọn lựa. Các lãnh thổ thuộc quyền cai trị của nhà Přemysl ngay từ đầu hoặc được bổ sung thêm sau đó, bao gồm:
- Hầu quốc Glatzer (bây giờ thuộc Ba Lan) và nhiều phần đất của Schlesien từ thế kỷ thứ 9 thuộc đế quốc Đại Moravia và trong thế kỷ 10 thuộc quyền cai trị của công tước Bohemia Slavnik.
- 1019 tới 1027 Moravia;
- 1266 Eger (Cheb) và khu vực xung quanh;
- 1289-1292 khu vực xung quanh Cieszyn (tương ứng với phần phía đông của Schlesien sau này thuộc Áo);
- 1156 tới 1253 vùng đất Budissin, sau này gọi là Oberlausitz